# Università George Washington
L'Università George Washington (in inglese: George Washington University) è un'università privata situata a Washington, Stati Uniti d'America.
L'Università propone corsi di laurea a livello undergraduate e graduate in dieci scuole: Elliott School of International Affairs, School of Business, Graduate School of Political Management, GWU Medical School, Columbian College of Arts and Sciences, School of Engineering and Applied Science, Miken Institute of Public Health, Law School, Graduate School of Education & Human Development, Nurse School.

## Storia
Il primo presidente degli Stati Uniti d'America, George Washington desiderava e sosteneva la creazione di un'università nella città, prova fu il suo lascito, che in parte era devoluto proprio alla creazione di tale istituzione. Luther Rice continuò il lavoro di organizzazione e raccolta dei fondi che portò il 9 febbraio 1821 alla creazione dell'istituto, con l'approvazione del presidente James Monroe.